# مرايا الأمراء
مرايا الأمراء نوع من الأعمال الأدبية والسياسية التي كانت موجهة في الغالب للحكام، تقدم نصائح حول الحكم والأخلاق والسلوك الشخصي. ألفت هذه النصوص لتوجيه الأمراء والملوك في فن الحكم بطريقة فعالة وعادلة، مع الحفاظ على سلطاتهم وضمان استقرار مملكاتهم أو إماراتهم. تتضمن النصائح في كثير من الأحيان أمثلة تاريخية وقصص عن النجاحات والفشل السياسي، بالإضافة إلى توصيات حول كيفية التعامل مع الرعايا والأعداء.

## أعمال فارسية
- سياسة الملك (سیاست نامه)

## أعمال عربية
- الأدب الصغير والأدب الكبير

- سلوان المطاع في عدوان الأتباع
- واسطة السلوك في سياسة الملوك